# Bruno Fautz
Bruno Fautz (* 9. April 1933 in Schiltach; † 13. Januar 2014 in Taupō, Neuseeland) war ein deutscher Geograf und Hochschullehrer.
In Schiltach geboren, studierte Bruno Fautz nach Schuljahren in Überlingen von 1951 bis 1957 in Freiburg im Breisgau und Karlsruhe die Fächer Geografie, Geologie und Chemie. Zur Fortbildung seiner künstlerischen Talente belegte Fautz zudem Kurse im Fach Kunsterziehung. Von März 1958 bis Juni 1959 arbeitete Bruno Fautz als Stipendiat des DAAD in West-Pakistan. Dort sammelte er Material für seine Dissertation über „Sozialstruktur und Bodennutzung in Swat (Nordwesthimalaya)“ mit der er 1963 an der TH Karlsruhe promoviert wurde. Anschließend wurde Fautz wissenschaftlicher Assistent am Lehrstuhl für Anthropogeografie, den sein Karlsruher Lehrer Josef Schmithüsen an der Universität des Saarlandes erhalten hatte. Schmithüsen hatte vor seinem Wechsel nach Saarbrücken ein Jahr in Auckland gelehrt und Fautz auf Neuseeland als Forschungsgegenstand aufmerksam gemacht. 1965/65 konnte Fautz selbst ein Jahr dort verbringen und die Entwicklung neuseeländischer Kulturlandschaften untersuchen. Seine aus diesen Forschungen resultierende Habilitationsschrift wurde 1970 veröffentlicht. Vier Jahre später erhielt Fautz einen Ruf an die Universität zu Köln. Hier war er als ordentlicher Professor bis zu seinem Ausscheiden aus dem Hochschuldienst im März 1991 tätig. In dieser Zeit unternahm Fautz zahlreiche Forschungs- und Studienreisen, die ihn u. a. in die USA, nach Großbritannien, China, Japan, Australien und wiederholt Neuseeland führten. Fautz galt als exzellenter Kulturgeograf, dessen Interessen und Wissensdurst sich nicht auf das Fach Geografie beschränkten. Er interessierte sich neben den Kulturlandschaften in den von ihm bereisten Gebieten stets auch für die dort lebenden Menschen und deren Sprachen. Seine Monografie über die „Agrarlandschaften von Queensland“ aus dem Jahre 1984 ist ein eindrucksvolles Beispiel für sein breit gefächertes Verständnis von Geografie. Bruno Fautz sah die Landschaften nicht nur mit den Augen des Geografen, sondern auch mit den Augen des Malers. Seine Kölner Vorlesungen, die sich über die fachlichen Substanz hinaus durch die Qualität zahlreicher Fotos von eigener Hand und lebendigen Tafelskizzen auszeichneten, genossen einen legendären Ruf weit über das Geografische Institut hinaus.

## Veröffentlichungen
- Sozialstruktur und Bodennutzung in der Kulturlandschaft des Swat (Nordwesthimalaya). Giessen 1963 (Giessener geographische Schriften, Heft 3; = Dissertation TH Karlsruhe)
- Entwicklung und Struktur von Kulturlandschaften in Canterbury und Taranaki (Neuseeland). In: Geographische Rundschau. Band 19, 1967, S. 121–134
- Agrarische Erschließung und Farmengefüge in Neuseeland. In: Die Erde. Band 99, 1967, S. 115–134
- Die Entwicklung neuseeländischer Kulturlandschaften untersucht in vier ausgewählten Farmregionen. Saarbrücken 1970 (Arbeiten aus dem Geographischen Institut der Universität des Saarlandes, Sonderheft 2; = Habilitationsschrift)
- Agrarräume in den Subtropen und Tropen Australiens. In: Geographische Rundschau. Band 22, 1970, S. 385–391
- Junge Kulturlandschaftsveränderungen in Queensland. In: Geographische Zeitschrift. Band 64, 1976, S. 33–45
- Agrarlandschaften in Queensland. Wiesbaden 1984 (Erdkundliches Wissen, Heft 65 – Geographische Zeitschrift, Beihefte)